# Берлінський шаховий турнір 1918 (жовтень)
Берлінський шаховий турнір у вересні — жовтні 1918 — міжнародний шаховий турнір у Берліні, що відбувся впродовж 28 вересня — 11 жовтня 1918 року у Kerkau-Palast (Берлін). Його організував шаховий видавець Бернгард Каґан.
У другому колі найкращі результати показав колишній чемпіон світу Емануїл Ласкер, який і здобув загальну перемогу.
Переможець отримав нагороду 1200 марок (і додатковий подарунок: 1000 сигарет), 2-й призер — 1000, 3-й — 900, 4-й учасник — 700 німецьких марок.

## Турнірна таблиця
| М | Гравець          | 1  | 2  | 3  | 4  | Очки | + | - | = |
| - | ---------------- | -- | -- | -- | -- | ---- | - | - | - |
| 1 | Емануїл Ласкер   | Х  | ½½ | ½1 | 11 | 4½   | 3 | 0 | 3 |
| 2 | Акіба Рубінштейн | ½½ | X  | 1½ | ½1 | 4    | 2 | 0 | 4 |
| 3 | Карл Шлехтер     | ½0 | 0½ | X  | ½½ | 3    | 0 | 2 | 4 |
| 4 | Зіґберт Тарраш   | 00 | ½0 | ½½ | X  | 1½   | 0 | 3 | 3 |